# Bede Anna
Bede Anna (Bede Opika) (Budapest, 1926. július 14. – Biharkeresztes, 2009. március 30.) magyar költő, műfordító. Fiai Bartha Elek (1956–) etnográfus, folklorista és Kovács Előd (1969–) turkológus és iranista.

## Életpályája
Szülei: Bede István (1885–1956) gimnáziumi tanár és Tordy Stefánia (1895–1974). Tanulmányait az Iparművészeti Főiskola grafika szakán kezdte, majd az ELTE BTK magyar–művészettörténet szakán folytatta. 
1948–1950 között a Fiatal Magyarország című diáklap olvasószerkesztője. 1950–1951 között a Múzeumok és Műemlékek Országos Központjának munkatársa. 1951–1959 között tanító, védőnő, könyvtáros és újságíró. 1953-tól publikált. 1959–1960 között a szegedi egyetemi könyvtár munkatársa volt. 1960-tól írásaiból élt.

## Művei
- Reggeli napsütés (versek, 1956)
- Szigorú tavasz (versek, 1963)
- Fölösleges virágok (1966)
- Kelj fel és járj! (versek, 1971)
- Ötven erdő (versek, 1977)
- A kivetett hal imája (versek, 1984)
- Ezüstfohász (versek, 1990)
- Bozótból csillag parázslik (Koszta Rozáliával, 1990)
- Hadihajó Kínában (regény, 1993)
- Harang a körtefán (versek, 1999)
- Jelek a jégen. Összegyűjtött versek; Ethnica, Debrecen, 2003

## Műfordításai
- Horatius: Válogatott versek (versek, 1959)
- Sámándobok, szóljatok! Szibéria őslakosságának népköltészete; vál., jegyz. Kőhalmi Katalin, ford. Bede Anna; Európa, Bp., 1973
- Mihajlo Sztyelmah: Rád gondolok (1976)
- Konsztantin Ivanov: Narszpi (csuvas eposz, 1977)
- Manasz (kirgiz eposz, 1979)
- Ovidius: A szerelem művészete (1982)
- Aranylile mondja (lapp költészet, 1983)
- Szijazsar (mordvin eposz, 1984)
- Juvan Sesztalov: Julianus rám talált (1985)
- Juvan Sesztalov: Medveünnep közeledik (1985)
- Horatius összes művei (1989)
- Ne félj, sógor (cigányballadák, 1993)
- Juvan Sesztalov: Torum tudata (1998)
- Andrej Tarhanov: A pogány gyalogút (2000)

## Díjai, kitüntetései
- József Attila-díj (1975)
- A Csehszlovák Kormány Kitüntetése (1975)
- Az Európa Könyvkiadó nívódíja (1984)
- A Munka Érdemrend arany fokozata (1986)
- A Magyar Köztársasági Érdemrend lovagkeresztje (2001)